# 산리즈카
산리즈카(일본어: 三里塚 산리즈카[*])는 일본 지바현 나리타시에 있는 오아자이다. 우편번호는 286-0111이다. 산리즈카 투쟁이 일어난 주요 지역 중 하나이다.

## 지리
나리타시 동남부의 네코나가와강과 기도가와강 사이 유역의 도야마 지구에 있다. 산리즈카와 인접한 지역으로는 고마이노, 덴나미, 기노네, 가야마신덴, 오사토, 히가시산리즈카, 이와야마, 미나미산리즈카, 혼조, 니시산리즈카, 산리즈카고료 등이 있다.
산리즈카 구역 동쪽 대부분은 나리타 국제공항(이전 신도쿄 국제공항)의 제1기 지구 부지이며, 이 곳에 제1 여객터미널, A 활주로, 유도로, 석유 콤비나트 등이 있다.

## 역사
발견된 원시 유적의 밀도는 낮으나 산리즈카에 있는 반바이 유적(馬場遺跡)지에서는 구석기 시대에서 조몬 시대 초기 사이 유물이 발굴되었다.
산리즈카를 포함한 지바현 북부는 『속일본기』에 기록된 “영제국정목지방우마”로서 700년(몬무 4년)부터 쭉 말의 목용지로 알려졌으며, 겐페이 합전 때 동국의 겐지에게 군마를 공급했다. 에도시대 때는 코가네 5목과 사쿠라 7목이 설치되어 군마 사육생산이 이루어졌다.
원래는 사쿠라마키(이후 오아자인 고마이노가 됨)의 고아자로 지명은 이정표를 나타내는 둔턱의 이름에서 유래하였으나 이 이정표라는 것이 사쿠라성인지 니치혼지를 말하는 것인지 어느 쪽인지는 의견이 분분하다. 이후 1875년 시모후사 목양장·사쿠라 종축장(이후 궁내청 시모후사 어료목장으로 개명)이 세워지면서 점차 마을이 형성되었다.
이후 시모하부군 도야마촌에 속했다가 1954년 나리타시로 편입되었다.
나리타 공항 문제 당시 황료 어료목장을 공항 부지로 제공하였으나 지바현의 요청으로 거주 지역은 공항 부지에서 제외되었다. 산리즈카 거주민이 사는 사유지 자체는 토지매수나 강제수용 대상은 아니였으나 황실 연고의 어료목장에 강한 애착을 가진 전전파(戦前派)인 산리즈카 시바야마 연합공항반대동맹의 지도자 도무라 잇사쿠와 기타하라파를 이끈 기타하라 고지와 같이 산리즈카 투쟁에 참여한 주민들도 많았다. 1982년 기준 342개 가구가 일본 항공기 소음 방지법의 소음구역으로 지정되어 있다.
1985년에는 중핵파를 주축으로 하는 공항 건설 반대파와 일본 기동대 사이 산리즈카 교차로에서 서로 무력 충돌이 일어난 10·20 나리타 현지투쟁이 일어나기도 하였다. 이 사건으로 양 측에서 59명이 부상을 입었으며, 시위대 241명이 공무집행방해 혐의로 체포되기도 하였다. 7-80년대 사이 산리즈카는 공항 반대 투쟁의 중심지가 되었으며 특히 기타하라파는 1985년 10.20 투쟁 이후 공원에서의 시위가 금지되기 전까지 산리즈카 제1공원을 중심으로 집결한 뒤 이동하여 시위를 하는 식으로 투쟁하였다.

## 인구
2017년 10월 31일 기준 산리즈카의 인구는 다음과 같다.
| 오아자   | 세대      | 인구    |
| -------- | --------- | ------- |
| 산리즈카 | 1,559세대 | 2,368명 |

## 학교
- 나리타시립 산리즈카 소학교[19]
- 나리타시립 산리즈카 중학교[20]

## 주요 시설
- 나리타 국제공항
- 산리즈카 사쿠라 언덕
- 산리즈카 유적
- 덴마덴 신사
- 산리즈카 제1공원

## 주요 교통

### 도로
- 지바현도 제62호선 나리타마쓰오선 (시바야마하니와 도로·산리즈카 사쿠라 언덕 - 미나미산리즈카 방향)
- 지바현도 제106호선 요카이치바사쿠라선 (니시산리즈카 방면)

## 같이 보기
- 산리즈카